# Jaap Eden Trofee 1984
14e Jaap Eden Trofee 1984 was een schaatsmarathon. Het is de elfde editie van de Jaap Eden Trofee die werd gehouden op zondag 4 november 1984 en plaatsvond op de Jaap Edenbaan in Amsterdam. Deze editie was er voor het eerst een wedstrijd voor vrouwen. De winnaar van de veertiende editie was bij de mannen Henri Ruitenberg sr., het zilver was voor Gerard Rietveld en het brons voor Emiel Hopman. De eerste winnares is Grietje Mulder, het zilver was voor Marieke Stam en het brons voor Jolanda Grimbergen.

## Podia
| Klasse              | Eerste               | Tweede          | Derde              |
| ------------------- | -------------------- | --------------- | ------------------ |
| Top-divisie mannen  | Henri Ruitenberg sr. | Gerard Rietveld | Emiel Hopman       |
| Top-divisie vrouwen | Grietje Mulder       | Marieke Stam    | Jolanda Grimbergen |

## Uitslag Top-divisie mannen[1]
| #      | Rijder                | Nationaliteit | Ploeg | Ronde |
| ------ | --------------------- | ------------- | ----- | ----- |
| Goud   | Henri Ruitenberg sr.  | Nederland     |       |       |
| Zilver | Gerard Rietveld       | Nederland     |       |       |
| Brons  | Emiel Hopman          | Nederland     |       |       |
| 4      | Co Giling             | Nederland     |       |       |
| 5      | Jos Niesten           | Nederland     |       |       |
| 6      | Frans Boon            | Nederland     |       |       |
| 7      | Jos Pronk (schaatser) | Nederland     |       |       |
| 8      | Rien de Roon          | Nederland     |       |       |
| 9      | Lykele Tadema         | Nederland     |       |       |
| 10     | Jan Wessels           | Nederland     |       |       |

## Uitslag Top-divisie vrouwen[2]
| #      | Rijder             | Nationaliteit | Ploeg | Ronde |
| ------ | ------------------ | ------------- | ----- | ----- |
| Goud   | Grietje Mulder     | Nederland     |       |       |
| Zilver | Marieke Stam       | Nederland     |       |       |
| Brons  | Jolanda Grimbergen | Nederland     |       |       |
| 4      | Erna van de Berg   | Nederland     |       |       |
| 5      | Ria Visser         | Nederland     |       |       |

1971 · 
1972 · 
1973 ·
1974 · 
1975 · 
1976 · 
1977 · 
1978 · 
1979 · 
1980 · 
1981 · 
1982 · 
1983 · 
1984 · 
1985 · 
1986 · 
1987 · 
1988 · 
1989 · 
1990 · 
1991 · 
1992 · 
1993 · 
1994 · 
1995 · 
1996 · 
1997 · 
1998 · 
1999 · 
2000 · 
2001 · 
2002 · 
2003 · 
2004 · 
2005 · 
2006 · 
2007 · 
2008 · 
2009 · 
2010 · 
2011 · 
2012 · 
2013 · 
2014 · 
2015 · 
2016 · 
2017 · 
2018 · 
2019 · 
2020 ·  
2021 · 
2022 · 
2023 · 
2024